# Mobile Lounge

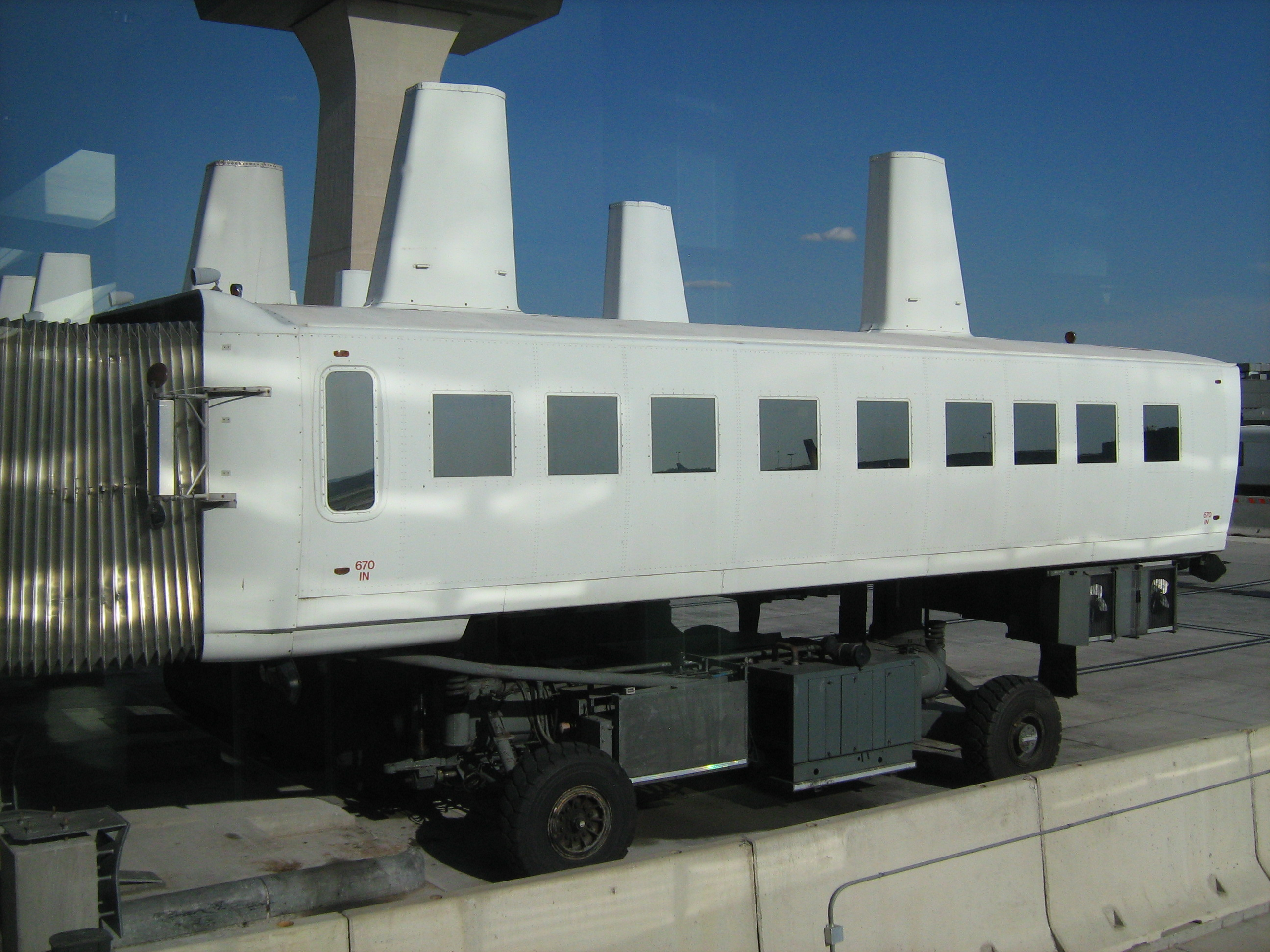
Mobile Lounge auf dem Dulles International Airport, Washington D. C. (Mai 2010)

Mobile Lounge (deutsch „mobiler Warteraum“) ist im Luftverkehr die Bezeichnung für einen Teil der Flughafeninfrastruktur, mit dem Flugpassagiere vom Flugsteig im Flughafenterminal über das Vorfeld zum oder vom Flugzeug transportiert werden.

## Allgemeines
Befindet sich die Parkposition von Flugzeugen auf dem Vorfeld, so werden Passagiertransportsysteme benötigt, um die Passagiere vom Terminal zum Flugzeug oder umgekehrt zu transportieren. Zu diesem Zweck dienen Vorfeldbusse, Shuttlebusse oder Mobile Lounges. An kleinen Flughäfen müssen die Passagiere das Vorfeld zu Fuß überqueren.

## Bestandteile
Mobile Lounges bestehen aus einer Kabine für 50 bis 100 Personen, die auf einem Hubwagen montiert ist und am Flugzeug und/oder am Terminal in Türhöhe andockt. Mobile Lounges ermöglichen zusätzliche Parkpositionen auf einem Flugplatz. Falls sie an beiden Enden über Fahrerstände verfügen, müssen sie bei der Rückfahrt nicht wenden. Gegenüber Vorfeldbussen bieten sie auch bei schlechter Witterung durch Überdachung einen Schutz beim Ein- und Aussteigen.

## Bedeutung
Mit Mobile Lounges arbeiten beispielsweise die Flughäfen Charles de Gaulle (CDG) in Paris oder Dulles International Airport (IAD) in Washington, D.C. Letzterer war der erste Flughafen, der 1960 Mobile Lounges einsetzte. Sie haben sich ansonsten nicht durchgesetzt, weil sie längere Ein- und Aussteige-Zeiten benötigen und bei Passagieren unbeliebt sind.